# Chlorophorus nodai
Chlorophorus nodai är en skalbaggsart som beskrevs av Makihara 1986. Chlorophorus nodai ingår i släktet Chlorophorus och familjen långhorningar. Inga underarter finns listade i Catalogue of Life.